# Ludwig Büchner
Pour les articles homonymes, voir Büchner.
Friedrich Karl Christian Ludwig Büchner était un philosophe et naturaliste hessois, né à Darmstadt le 29 mars 1824, mort dans cette même ville le 1er mai 1899.
Il était le troisième fils de Louise Caroline Reuss (1791-1858) et d'Ernst Büchner (de) (1786-1861), ancien médecin militaire dans l'armée napoléonienne, médecin à Goddelau. Son neveu Ernst Büchner (1850-1924), fut un chimiste industriel et l'inventeur d'outils scientifiques comme l'entonnoir Büchner. Les parents de Ludwig Büchner éduquèrent leurs six enfants dans un monde de sciences, de culture et d'art :
- Georg Büchner (1813-1837), médecin, poète, écrivain, révolutionnaire et scientifique ;
- Mathilde Büchner (1815-1888) ;
- Wilhelm Ludwig Büchner (de) (1817-1892), homme politique ;
- Luise Büchner (1821-1877), écrivain et féministe ;
- Ludwig Büchner (1824-1899), médecin dont les travaux philosophiques marqueront l'histoire du matérialisme de ce siècle ;
- Alexander Büchner (1827-1904), écrivain et professeur de littérature.

## Biographie
En 1843, il se rendit à l'université de Gießen, où il étudia tout d'abord la philosophie, puis se tourna vers la médecine pour satisfaire au vœu de sa famille. Il alla aussi suivre les cours de l'école de médecine de Strasbourg, puis revint à Gießen, où, sur la présentation d'une thèse intitulée : « Beiträge zur Hall'schen Lehre von einem excitomotorischen Nervensystem » en 1848, il reçut le titre de docteur. Il prit également part aux mouvements politiques de cette année-là, et il en donna une description humoristique dans un article du Humoristiches Deutschland de Stettenheim intitulé « Eninnerungen eines 1848ers ». Une nouvelle de lui (Im schönen Grund) fut insérée dans la Westliche Post de Saint-Louis aux États-Unis. Plusieurs travaux du même genre sont restés inédits.
Une fois reçu docteur, il alla, pour quelque temps, perfectionner ses connaissances aux universités de Wurtzbourg (où il étudia la pathologie avec Rudolf Virchow, célèbre matérialiste) et de Vienne. Puis il revint en Allemagne, où, sous la direction de son père, Ernst Büchner, médecin légiste renommé, il s’adonna à l’étude de la médecine légale, écrivant une série de mémoires et d’expertises sur des controverses médico-légales qui fut publiée dans un journal consacré à cette discipline : Vereinte deutsche Zeitschrift für die Staats Arzneikunde, qui paraissait alors dans la ville de Fribourg-en-Brisgau. Cette série d’articles eut un tel succès auprès des praticiens que la Société des médecins badois pour le progrès de la médecine légale le nomma membre honoraire, et lui décerna une médaille au mérite littéraire.
Tout en s’adonnant à la science, il trouva le temps de recueillir les écrits laissés par son frère aîné, Georg, qui décéda à 23 ans, après avoir conquis une certaine renommée comme littérateur, en 1835, par son drame Dantons Tod. Il les fit publier avec une introduction et une biographie en 1850 chez Sauerländer à Francfort.
En 1852, il fut nommé assistant à la clinique médicale de Tübingen et fut en même temps autorisé en qualité de privat-docent. Lorsqu’en 1855 eut lieu à Tübingen le congrès des médecins et des naturalistes allemands, Büchner en écrivit les comptes-rendus pour le Würtembergischen Staatsanzeiger et pour l'Augsburger Allgemeine Zeitung. Ces comptes-rendus et la lecture de l’ouvrage de Moleschott sur la circulation de la vie, lui donnèrent l’idée du livre, auquel il doit la plus grande partie de sa renommée : Kraft und Stoff, Empirisch-naturphilosophische Studien (traduit en français par Force et matière, études populaires d’histoire et de philosophie naturelles chez Reinwald, Paris). Ce livre, dont les hardiesses eurent un retentissement immense, eut comme résultat premier d’obliger son auteur, accusé d’immoralité, à abandonner sa chaire de Tübingen, et à rentrer dans sa ville natale, où il reprit l’exercice de sa profession.
Dans ce livre, il chercha à démontrer l’indestructibilité de la force et de la matière, et la finalité de la force physique, s’appuyant sur l’infini de la matière et sur l’immutabilité des lois de la nature, préconisant l’expérimentation, seule source, selon lui, de vérité. Mais ce furent surtout le matérialisme extrême de cet exposé, qui traite également de l’âme et de l’idée de Dieu, et la suppression du libre arbitre, détruisant la notion de responsabilité (« l’homme n’est pas libre, il va où son cerveau le pousse »), qui provoquèrent la violence de ces attaques. Cet ouvrage connut pourtant un immense succès et fut salué par Lange comme « le fruit d’un enthousiasme fanatique pour le progrès de l’humanité ».
Ce livre fut traduit en de très nombreuses langues, et les rééditions allemandes furent, chacune, précédées d’une introduction différente, autant de réponses de Büchner aux attaques soulevées par son ouvrage. En même temps, l’auteur développait son système matérialiste dans une série d’articles et d’essais qu’il publia dans le Jahrhundert de Hambourg, dans les Anregungen für Kunst, Leben und Wissenschaft de Leipzig, dans les Stimmen der Zeit, et dans la Gartenlaube.
En 1857, il publia Natur und Geist oder Gespräche zweier Freunde über den Materialismus und über die realphilosophischen Fragen des Gegenwart. Mais après la parution du premier volume concernant le Macrocosmos, il se convainquit que la forme dialoguée n’était pas la plus facilement intelligible pour le grand public. Aussi il ne fit pas paraître le second volume qui devait traiter du Microcosmos. Malgré cela, l’ouvrage bien qu’incomplet connut de multiples rééditions chez T. Thomas de Leipzig. L'abandon de ce second volume et l’emploi régulier dans le titre de ses ouvrages de l’expression in allgemein verständlicher Darstellung (sous une forme compréhensible par tous) montrent son souci premier d’être accessible au plus grand nombre. Büchner fut ainsi plutôt un vulgarisateur tentant de faire passer au grand public une idée simple, mais révolutionnaire à l’époque : le matérialisme. Ce ne fut pas un penseur fécond, ni même véritablement original, puisqu’il eut des devanciers qui l’inspirèrent, mais il eut le courage d’exposer cette idée hautement et clairement, et de s’y tenir toute sa vie. En résumé, pour lui, la Nature était purement physique, elle n’avait ni but, ni volonté, ni lois imposées par une autorité surnaturelle, et donc sans sanctions infligées en cas de transgression.
Les années suivantes, entre 1861 et 1881, il poursuivit ses publications , réunissant dans ces nouveaux ouvrages les contenus de ses précédents articles et mémoires liés par sa préoccupation constante du matérialisme. Il donna également en 1864 une traduction de l’ouvrage du géologue anglais Lyell, The Geological Evidence of the Antiquity of Man, with remarks on theories of the origin of species by variation qu’il intitula Das Alter des Menschengeschlechts auf der Erde und der Ursprung der Arten durch Abänderung, nebst einer Beschreibung der Eiszeit in Europa und Amerika. Il poursuivit dans cette même veine par ses propres ouvrages : Die Darwin’sche Theorie in sechs Vorlesungen (1868), Der Mensch und seine Stellung in der Natur (1869), etc.
Pendant l’hiver 1872-1873, il se rendit aux États-Unis, où il tint plusieurs conférences qui furent presque toutes incluses ou refondues dans ses différents ouvrages, à l’exception d’un exposé sur la question de la femme, écrit sur la prière d’une association pour les droits de la femme, et un autre sur le naturalisme qui n’a été publié qu’en anglais sous le titre Materialism : its history and influence on society.
En juillet 1886 à Paris il prononce un discours pour l'inauguration de la statue de Diderot par Gautherin, boulevard Saint-Germain.
Le matérialisme de Büchner fut le point de départ du mouvement libre-penseur en Allemagne. En 1881, il fonda à Francfort le Deutsche Freidenkerbund, permettant aux athées de ce pays de se déclarer publiquement pour la première fois.
La tombe de Ludwig Büchner se trouve dans l'ancien cimetière de Darmstadt (de) (tombe : I S 17).

## Œuvres
- (de) Kraft und Stoff, Empirisch-naturphilosophische Studien, in allgemein verständlicher Darstellung, chez Meidinger Sohn, Francfort-sur-le-Main (1855), puis chez T. Thomas, Leipzig lire en ligne sur Gallica. Traduit en français à partir de la 9e édition allemande, 272 pages, Force et matière, études populaires d’histoire et de philosophie naturelles chez Reinwald, Paris, lire en ligne sur Gallica (6 éditions entre 1855 et 1884). Principaux chapitres : force et matière - immortalité de la matière - immortalité de la force - infini et dignité de la matière - immutabilité et universalité des lois de la nature - ciel - périodes de création de la terre - génération primitive - destinée des êtres dans la nature - cerveau et âme - pensée - siège de l'âme - idées innées - idée de Dieu - existence personnelle après la mort - force vitale - âme animale - libre arbitre;
- (de) Natur und Geist oder Gespräche zweier Freunde über den Materialismus und über die realphilosophischen Fragen der Gegenwart, in allgemein verständlicher Form (1857), puis chez T. Thomas, Leipzig (1874) ;
- (de) Physiologische Bilder chez T. Thomas, Leipzig, en 2 volumes (1861-1875) ;
- (de) Aus Natur und Wissenschaft. Studien, Kritiken und Abhandlungen, in allgemein verständlicher Darstellung chez T. Thomas, Leipzig, en 2 volumes (1862-1884). Traduit en français à partir de la 3e édition allemande par le Dr Gustave Lauth, Nature et science, études, critiques et mémoires, mis à la portée de tous chez G. Baillière (1881), puis Reinwald, Paris (1886), 377 pages. Traduit également en italien et en russe. Principaux chapitres : la quintessence du socialisme - philosophie et darwinisme - demi-homme, demi-animal - hérédité et développement - persécutions des hérésies scientifiques - professeur Virchow et liberté de la science - éducation et raison - Monsieur Hansen et la foi au merveilleux - culture - influence sur le libre arbitre des lois de transmissions héréditaires - dogmatiste du darwinisme - libre pensée - testament du curé Jean Meslier - solution sur la question des juifs - matérialisme en France - inconnaissable - philosophie des sciences naturelles - origine et histoire des religions - immortalité - morale des hérétiques - matérialisme et mesmérisme - foi officielle dans la science - martyrs de la libre pensée - morale naturelle - égoïsme et civilisation - anti-Kant - Kant et F.A. Lange - cerveau et esprit - professeur W. Wundt et matérialisme - finalité et développement - vie future et science moderne - corps et esprit - Jésus-Christ et Bouddha - à propos du monument de Schopenhauer ;
- Das Alter des Menschengeschlechts auf der Erde und der Ursprung der Arten durch Abänderung, nebst einer Beschreibung der Eiszeit in Europa und Amerika, chez T. Thomas, Leipzig (1864), traduction de l’ouvrage de Lyell The Geological Evidence of the Antiquity of Man, with remarks on theories of the origin of species by variation, (L'ancienneté de l'homme prouvée par la géologie et remarques sur les théories relatives à l'origine des espèces par variation chez G. Baillière Paris 1870, traduit par Chaper lire en ligne sur Gallica)
  - Chap 1 : Introduction
  - Chap 2 : Période récente : tourbe et amas de coquillages au Danemark, cités lacustres suisses
  - Chap 3 : Fossiles humains et objets d’art de la période récente
  - Chap 4 : Le Pléistocène : ossements d’hommes et de mammifères éteints dans des cavernes belges
  - Chap 5 : Le Pléistocène : crânes humains des cavernes de Neandertal et d’Engis
  - Chap 6 : Outils de silex dans les alluvions du Pléistocène et dans le sol des cavernes
  - Chap 7 : Tourbe et alluvions du Pléistocène dans la vallée de la Somme
  - Chap 8 : Outils de silex dans les alluvions du Pléistocène de la vallée de la Somme
  - Chap 9 : Objets d’art dans les alluvions du Pléistocène de France et d’Angleterre
  - Chap 10 : Contenus des cavernes et emplacements des sépultures au Pléistocène
  - Chap 11 : Âge des fossiles humains du Puy en France et de Natchez dans le Mississippi
  - Chap 12 : Ancienneté de l’Homme relativement à la période glaciaire et à la flore et à la faune existantes
  - Chap 13 : Relations chronologiques entre la période glaciaire et les premiers signes d’apparition de l’homme en Europe
  - Chap 14 : Relations chronologiques entre la période glaciaire et les premiers signes d’apparition de l’homme en Europe (suite)
  - Chap 15 : Les glaciers disparus des Alpes et leur relation chronologique avec la période humaine
  - Chap 16 : Restes humains trouvés dans le lœss, et leur âge probable
  - Chap 17 : Bouleversements post-glaciaires, plissements du Crétacé et déplacements des strates dans l’île de Moen au Danemark
  - Chap 18 : La période glaciaire en Amérique du Nord
  - Chap 19 : Récapitulation des preuves géologiques de l’ancienneté de l’Homme
  - Chap 20 : Théories de la variation progressive et de la transmutation
  - Chap 21 : Sur l’origine des espèces par variation et par sélection naturelle
  - Chap 22 : Objections à l’hypothèse de la transmutation
  - Chap 23 : Comparaison entre l’origine et le développement des langages et des espèces
  - Chap 24 : Examen de la thèse de l’origine de l’homme par transmutation, et de sa place dans la création
- Die Darwin’sche Theorie in sechs Vorlesungen chez T. Thomas Leipzig (1868), traduction française chez C. Reinwald Paris (1869) ;
- Der Mensch und seine Stellung in der Natur in Vergangenheit, Gegenwart und Zukunft, oder Woher kommen wir ? Wer sind wir ? Wohin gehen wir ? (1869), traduction française L'Homme selon la science, son passé, son présent, son avenir chez C. Reinwald Paris (1878) ;
- (de) Aus dem Geistesleben der Thiere oder Staaten und Thaten der Kleinen, chez A. Hofmann Berlin (1876),
- (de) Liebe und LiebesLeben in der Thierwelt, chez A. Hofmann, Berlin, (1879), traduit par le Dr Ch. Letourneau, La Vie psychique des bêtes, chez C. Reinwald Paris (1881);
- Licht und Leben chez T. Thomas Leipzig (1882) ;
- (de) Die Macht der Vererbung und ihr Einfluss auf den moralischen und geistigen Forstchritt der Menschheit, chez E. Günther Leipzig (1882) ;
- (de) Thatsachen und Theorien aus dem naturwissenschaftlichen Leben der Gegenwart, chez Allgemeiner Verein für deutsche Literatur Berlin (1887), traduction française Faits et théories biologiques dans les sciences physiques et naturelles contemporaines ;
- (de) Das künftige Leben und die moderne Wissenschaft, zehn Briefe an eine Freundin, chez M. Spohr Leipzig (1889) ;
- Fremdes und Eignes aus dem geistigen Leben der Gegenwart, chez M. Spohr Leipzig (1890) ;
- (de) Darwinismus und Sozialismus, oder der Kampf um das Dasein und die moderne Gesellschaft, chez E. Günther Leipzig (1894) lire en ligne sur Gallica ;
- (de) Am Sterbelager des Jahrhunderts, Blicke eines freien Denkers aus der Zeit in die Zeit, chez E. Roth Giessen (1898) ;
- (de) Im Dienste der Wahrheit. Ausgewählte Aufsätze aus Natur und Wissenschaft, chez E. Roth. Giessen (1900) ;
- Force et matière, ou Principes de l'ordre naturel de l'univers mis à la portée de tous, avec une théorie de la morale basée sur ces principes, C. Reinwald Paris (1894), traduction de A. Regnard avec l'approbation de l'auteur, à partir de la 17e éd. allemande entièrement refondue et augmentée, avec une biographie de l'auteur et une préface du traducteur ;
- Au service de la vérité, Choix d'articles sur la nature et la science avec une biographie de l’auteur rédigée par son frère, le professeur Alexander Büchner ;
- À l'Aurore du siècle, coup d'œil d'un penseur sur le passé et l'avenir, Schleicher frères, version du Dr L. Laloy (1901) lire en ligne sur Gallica ;
- L'Homme selon la science, trad. Ch. Letourneau, Schleicher frères ;
- Conférences sur la théorie darwinienne, trad. Aug. Jacquot, Schleicher frères ;
- La Vie psychique des bêtes, trad. Ch. Letourneau, Schleicher frères lire en ligne sur Gallica ;
- Lumière et Vie, trad. Ch. Letourneau, Schleicher frères ;
- État actuel de nos connaissances sur l'origine de l'homme, trad. L. Laloy, Schleicher frères ;